# Hán Văn Tình
Hán Văn Tình (1957 – 2016) là nam diễn viên tuồng và truyền hình, nghệ sĩ ưu tú người Việt Nam, nổi tiếng với vai Chu Văn Quyềnh trong phim Đất và người. Ông từng là Trưởng đoàn Nghệ thuật 2 thuộc Nhà hát tuồng Việt Nam.

## Tiểu sử
Ông sinh năm 1957 tại Văn Lang, Tam Nông, Phú Thọ. Ông học Trường đào tạo Sân khấu ở Hà Nội từ năm 1973. Sau bốn năm học, ông ra trường và về Đoàn tuồng Trung ương (nay là Nhà hát tuồng Việt Nam), và làm việc ở đó cho đến tận 2015.
Hán Văn Tình là một người năng động, ngoài diễn tuồng, đóng phim, tham gia quảng cáo, làm MC truyền hình và thậm chí làm cả các việc lao động chân tay như sửa xe, bơm vá…. Khi còn sống gia đình ông vẫn sống trong căn nhà cấp bốn xập xệ tại Đình Quán, Phường Phú Diễn, Quận Bắc Từ Liêm, Hà Nội. Hằng ngày, ông vẫn đi làm bằng chiếc xe máy cà tàng. Nghệ sĩ Hán Văn Tình sống cùng vợ và hai con ở một ngôi nhà tạm. Vợ chồng anh có hai người con. Người con lớn đã học xong chưa có việc làm còn người con thứ hai đang học đại học.
Ngày 31 tháng 12 năm 2014, Hán Văn Tình bị bệnh ung thư phổi di căn.
Ngày 1 tháng 9 năm 2016, Hán Văn Tình rơi vào tình trạng hôn mê sâu phải đi cấp cứu và thở oxy. Ông qua đời tại nhà riêng vào hồi 11 giờ 20 phút trưa ngày 4 tháng 9, thọ 59 tuổi.
Sau khi các bình luận đã được đọc ra trên mạng xã hội và những nghệ sĩ nổi tiếng đã gửi lời chia buồn, báo chí Việt Nam chính thức thông báo Hán Văn Tình mất vào tối cùng ngày. Lễ viếng của ông sẽ diễn ra từ 13h30 đến 15h30 ngày 7/9 tại nhà tang lễ Phùng Hưng (Hà Nội) (nơi đặt linh cữu của ông). Lễ truy điệu vào 15h30 cùng ngày, sau đó sẽ được hỏa táng tại Đài hoá thân Hoàn Vũ. Đến 14h ngày 12/9, ông được an táng tại quê hương Phú Thọ, thể theo di nguyện của ông và nguyện vọng của gia đình với địa điểm là khu nhà vườn, xã Văn Lương, huyện Tam Nông, tỉnh Phú Thọ.
Nơi ông an táng đã được xây dựng thành một quần thể kiến trúc để phục vụ người dân tới viếng.

## Phim tham gia
| Năm  | Tựa đề                     | Vai diễn        | Định dạng            | Chú thích |
| ---- | -------------------------- | --------------- | -------------------- | --------- |
| 1986 | Đứa con và người lính      | Trung sĩ Nguyên | Điện ảnh             |           |
| 1991 | Canh bạc                   | Lão trọc        | Điện ảnh             |           |
| 1992 | Vụ áp phe Đông Dương       | Vàng Đọ         | Điện ảnh             |           |
| 1995 | Bầu trời đầy sao           |                 | Điện ảnh truyền hình | [ 4 ]     |
| 1996 | Suối Ngàn Lau chảy mãi     | Vệ              | Điện ảnh truyền hình |           |
| 1997 | Những ngày xa mẹ           | Lái xe          | Điện ảnh truyền hình |           |
| 1999 | Người thổi tù và hàng tổng | Tuần            | Dài tập              |           |
| 2001 | Phía trước là bầu trời     | Chủ xóm trọ     | Dài tập              |           |
| 2002 | Đất và người               | Chu Văn Quyềnh  | Dài tập              |           |
| 2002 | Bác Cả người sung sướng... |                 | Ngắn tập             |           |
| 2014 | Bão qua làng               | Sở              |                      |           |

### Hài
| Năm  | Tựa đề                  | Vai diễn           |
| ---- | ----------------------- | ------------------ |
| 2004 | Râu quặp                | Khuỳnh             |
| 2008 | Tiền ơi                 | Cướp               |
| 2010 | Cả ngố                  | Chủ tiệm kính      |
| 2015 | Quan trường-Trường quan | Chủ quán cháo lòng |
| 2015 | Làng ế vợ phần 2        | Họ hàng của Kim    |

## Danh hiệu
- Năm 1984: là chiến sĩ thi đua được UBND thành phố Hà Nội tặng bằng khen.
- Năm 1985: Huy chương Bạc vai Lý Đại Hỷ trong vở Tuồng "Hoàng Hôn Đen".
- Năm 1990: Huy chương Bạc vai Ngự Y trong vở Tuồng "Tiếng thét giữa Hoàng cung".
- Năm 1993: Huy chương Bạc vai Hạng võ trích đoạn Tuồng "Hạng võ Bại Ô Giang.
- Năm 1995: Huy chương Bạc vai Sứ Nguyên trong vở Tuồng "Trần Hưng Đạo"..
- Năm 1996: Huy chương Bạc vai Thổ Công trong vở Tuồng "Bạch Tinh".
- Năm 1999: Được tặng thưởng huy chương "Vì sự nghiệp sân khấu Việt Nam" do Hội nghệ sĩ sân khấu Việt Nam tặng.